# Isavella Dara
Isavella Dara (en griego: Ισαβέλλα Δάρα) es una modelo y participante de concursos de belleza griega de origen francés (Isabelle Darras). Ganó el título de Miss Europa en 1997.

## Carrera
En 1997, con entonces 19 años de edad, fue coronada 'B Miss Hellas' (Β Μις Ελλάς) en el concurso de belleza Miss Star Hellas, patrocinado por ANT1. Unos pocos meses después, en Kiev, Ucraina, ganó el título de Miss Europa 1997, la cuarta vez para Grecia.Después de la competición, dijo, "La competición fue dura, pero el apoyo de la gente en Antenna me ha ayudado mucho, incluso en Kiev".
Isavella habla 5 idiomas (griego, francés, inglés, italiano y algo de alemán) y además de modelar, ha realizado trabajos también en los campos de la interpretación y de la música. Ella ha conseguido un diploma de piona (junio de 2007) con la mejor puntuación posible y cumplidos del jurado.
Compone música y aspira a ser compositora de música clásica y directora de orquesta. Tiene un grado por el Conservatorio de Atenas, así como por el Conservatorio de Nakas. También ha actuado en producciones griegas tales como Life of 1500 Drachmas y The Musical Library of Lilian Voudouri.
Su popularidad es siempre importante y su aparición atrae a las audiencias cuando aparece en televisión (notado en el programa "Proinos Cafes", del canal de TV griego ANT1).
Está casada y tiene un hijo llamado Achilles. Se publicaron fotografías del pequeño Achilles y su madre en la mayoría de revistas griegas durante 2006, especialmente en "OK!" magazine la semana del 13-19 de diciembre de 2006. Achilles es el nieto de Theofillou Achilles, un importante mánager musical.
Ha comenzado una nueva carrera, en la política. El 7 de noviembre fue elegida como consejera municipal.

## Noticias
Durante los Juegos Olímpicos de 2004, la modelo visitió el parque de atracciones Water Plaza, un lugar de encuentro Olímpico, que alojaba la escultura "The Olive: The Tree of Athens", en la cual ella y otras muchas celebridades firmaron sus nombres. Isavella también visitó el Pin Trading Center.

## Apariciones de trabajo
- Triumph International - Triumph Bra
- Gala
- Madame magazine
- Maxim
- Playboy